# Irving J. Dunn
Irving John Dunn (* 15. Dezember 1938 in Kalifornien) ist ein US-amerikanischer Chemieingenieur und Hochschullehrer. Von 1971 bis 2003 lehrte er an der ETH Zürich. Sein 2014 vom Schweizer Bezirk Einsiedeln abgelehntes Einbürgerungsgesuch sorgte international für Aufsehen.

## Leben
Dunn besuchte Schulen in den Vereinigten Staaten und den Niederlanden. Von 1956 bis 1960 studierte er an der University of Washington Chemieingenieurwesen, danach absolvierte er  bis 1963  ein Promotionsstudium an der Princeton University. Nach der Doktorarbeit war er ein Jahr als Post-Doktorand an der Universität München. Von 1964 bis 1969 war er Assistenzprofessor an der University of Idaho und danach  bis 1971 am Robert College in Istanbul als Assoziierter Professor tätig. 1971 wechselte er als Privatdozent  ans Technisch-chemischen Institut der ETH Zürich, wo er chemische und biologische Reaktionstechnik lehrte. Er verfasste zahlreiche wissenschaftliche Publikationen und begründete 1981 in Braunwald GL ein Weiterbildungskurs in biologischer Reaktionstechnik. 2003 ging er in den Ruhestand.
2014 beantragte er die Einbürgerung in die Schweiz, die ihm jedoch unter Auferlegung der Verfahrenskosten von 3'600 CHF verweigert wurde, da er zwar am Berufsbildungszentrum Pfäffikon eine Prüfung über seine Grundkenntnisse der Verhältnisse in der Schweiz bestanden hatte, nicht jedoch über den Kanton Schwyz und seine Wohngemeinde, den Bezirk Einsiedeln. Dunn wusste nicht die Zahl der Seen im Kanton und konnte die sechs Ortschaften des Bezirks nur teilweise benennen. Das Angebot, einen zweiten Einbürgerungsantrag zu stellen, schlug er aus. Der Fall sorgte im In- und Ausland für Schlagzeilen. Er wurde als Beispiel für die Engstirnigkeit Schweizer Landbevölkerung gewertet und mit dem Spielfilm Die Schweizermacher verglichen.
Dunn ist verheiratet und hat drei Kinder.

## Publikationen
- John Ingham, Irving J. Dunn, Elmar Heinzle, Jiri E. Prenosil: Chemical Engineering Dynamics: Modelling with PC Simulation, Wiley-VCH, Weinheim 1994, ISBN 3-527-28577-6.
- Jonathan B. Snape, Irving J. Dunn, John Ingham, Jiri E. Prenosil: Dynamics of Environmental Bioprocesses: Modelling and Simulation, Wiley-VCH, Weinheim 1995, ISBN 978-3-527-28705-5.
- Irving J. Dunn, Elmar Heinzle, John Ingham, Jiri E. Prenosil: Biological Reaction Engineering: Dynamic Modelling Fundamentals with Simulation Examples (2. Auflage), Wiley-VCH, Weinheim 2003, ISBN 978-3-527-30759-3.